# 亀の子束子西尾商店
株式会社亀の子束子西尾商店（かめのこたわしにしおしょうてん）は、東京都北区に本社を置き、たわしなどを製造販売する日本の企業である。
本項では主力商品である亀の子束子（かめのこたわし）についても説明する。

## 沿革
- 1907年（明治40年） - 西尾正左衛門により「亀の子束子」が発明され、西尾正左衛門商店として本郷区真砂町（現在の文京区本郷）にて創業。
- 1908年（明治41年） - 実用新案および「亀の子束子」、「亀のマーク」の商標登録を取得。
- 1915年（大正4年） - 7月2日に特許取得（後年7月2日を「たわしの日」に制定している）。
- 1923年（大正12年） - 関東大震災により店舗が損壊したため、北豊島郡滝野川町（現在の北区滝野川）に移転。
- 1931年（昭和6年） - 滝野川工場（現・本社工場）を新築。
- 1942年（昭和17年） - 2月3日、有限会社に改組。有限会社西尾製作所となる。
- 1948年（昭和23年） - 7月20日、株式会社に改組。現商号に変更。
- 1953年（昭和28年） - 西尾正左衛門の子息である西尾慶太郎が二代目の代表取締役社長に就任[1][2]。
- 1973年（昭和48年） - 新潟工場を開設。
- 1982年（昭和57年） - 西尾慶太郎の子息である西尾康太郎が三代目の代表取締役社長に就任[1][2]。
- 1991年（平成3年） - 西尾康太郎の逝去に伴い、弟の西尾松次郎が四代目の代表取締役社長に就任[1][2][3]。
- 2006年（平成18年） - オンラインショップを開設。
- 2011年（平成23年） - 和歌山工場を開設。
- 2012年（平成24年） - 西尾松次郎の子息[3] である西尾智浩が五代目の代表取締役社長に就任[1][4]。
- 2013年（平成25年） - 「亀の子束子1号」がグッドデザインロングライフデザイン賞を受賞[5]。
- 2014年（平成26年） - 台東区谷中に直営店（亀の子束子 谷中店）を開設。
- 2015年（平成27年） - 「亀の子スポンジ」を発売。
- 2020年（令和2年）11月28日 - 谷中店を文京区根津に移転[6]。

## 亀の子束子

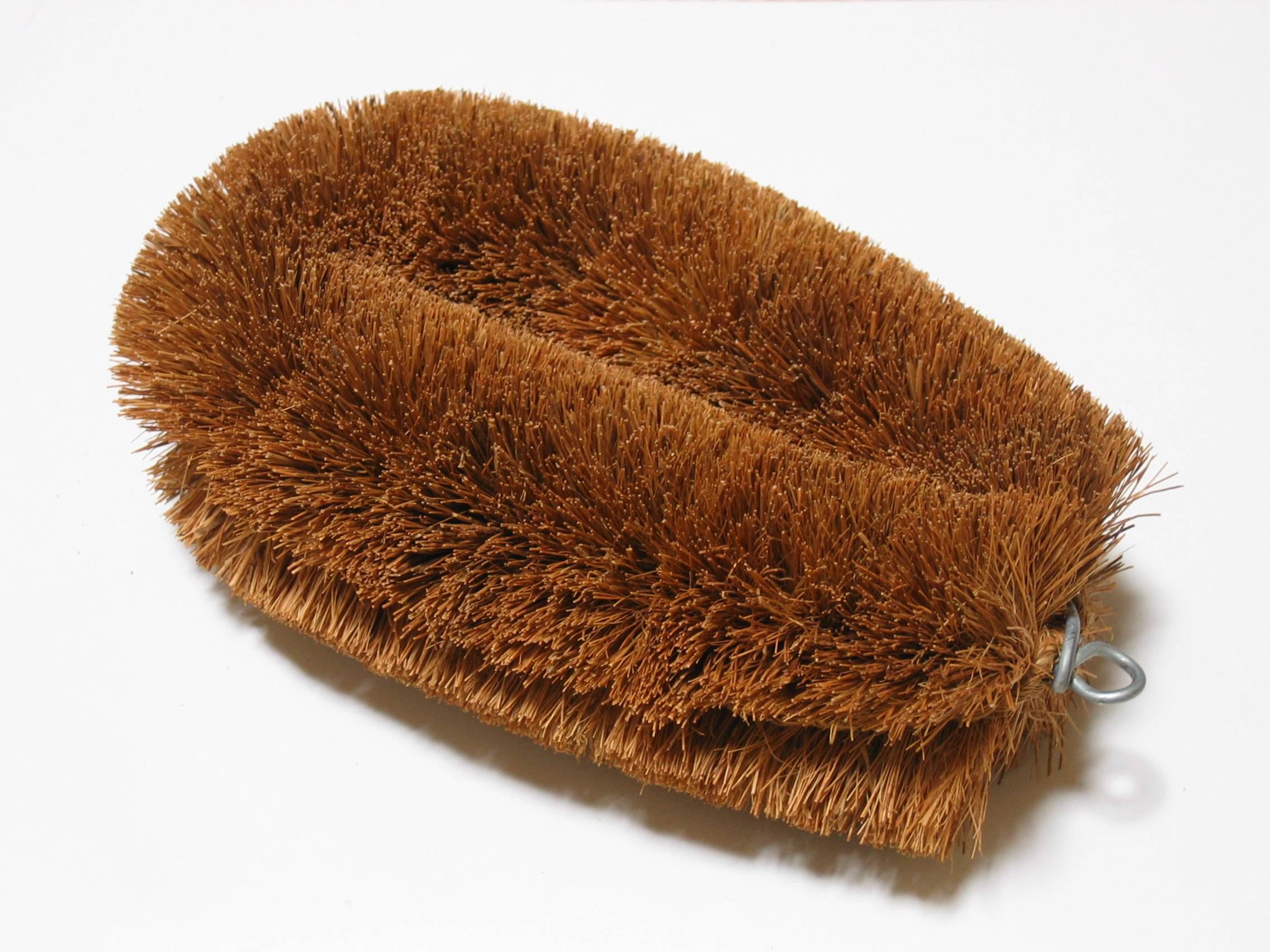
亀の子束子

亀の子束子は、1907年（明治40年）に西尾正左衛門により発明された、一定の長さに切ったスリランカ産の椰子の実の繊維（パーム）を針金に挟み、捩じって棒状にしたものを折り曲げて楕円型に成型したたわしである。
松下幸之助の「二股ソケット」、石橋正二郎の「ゴム足袋」と並び「日本三大発明」と称される。

### 誕生までの経緯
明治時代中期、西尾正左衛門は棕櫚を針金で編んだ靴拭きマットを発案したが、既に同様の商品が英国で特許を取得していたために特許を取れず、商品自体も最初の頃は売れたものの、棕櫚の毛先がすり減って短期間で使い物にならなくなってしまうことなどから次第に売れなくなり、返品の山を築いてしまった。
そんなある日、正左衛門の妻が売れ残りの靴拭きマットを切り取り、棕櫚の巻いてある棒を折り曲げて障子の桟を掃除しているのを見て、たわしを作ることを思いついた。
当時のたわしは藁や麻縄を編んだものが主流であり、棕櫚を使ったものはこれまで考えられてはいなかった。妻の手を参考に使いやすい形状を考え、材料も棕櫚からスリランカ産のパームに変えるなど試行錯誤の末、たわしを完成させる。
たわしは完成したものの、商品名について考えあぐねていた正左衛門はある日、息子が飼っている亀が桶の中で泳いでいるのを見て、「亀の形がたわしに似ている」ことや「亀は水と縁がある動物」「亀は長寿であり縁起がいい」とのことから、「亀の子束子」の商品名を思いついた。「束子」の漢字は当時の漢学者と相談して付けられた当て字である。

### 特許取得
西尾は1908年に実用新案登録を行った。当時の実用新案権の存続期間は6年であり、その期限が切れる直前に特許申請を行い、1915年（大正4年）7月2日に特許第27983号「束子」を取得した。後年、7月2日は「たわしの日」として日本記念日協会に登録されている。
特許を取得したものの、類似品が多数出回ったことから、西尾は新聞や婦人雑誌に積極的に広告を掲載したり、たわしを紙包装するなどして類似品との差別化を行った。

### 商標について
亀の子束子は1908年に最初の商標登録を行っており、2019年5月現在で有効な商標登録の中で最古のものは1912年6月13日登録の第53145号である。その一方で、広辞苑 や大辞泉、大辞林、世界大百科事典 にも掲載されたり、芥川龍之介の短編『妖婆』にも「亀の子束藁（たはし）」の一文が使われる など、「亀の子束子」が実質的にパームや棕櫚で作られたたわしの普通名称と化しているのが実情となっている。
なお、正しい読みは「かめのこたわし」であり、「かめのこだわし」ではない。ただし、広辞苑に掲載されている「亀の子束子」の読みは「かめのこだわし」となっている。

### 原材料および製法について
西尾が原材料にスリランカ産のパームを選んだ理由については、繁殖力が強く安定供給が見込める点が挙げられている。ただし、戦時中はパームの輸入が制限されたため、棕櫚を使用してたわしが作られていた。一方、棕櫚で作られたたわしについてはパームとは対照的に柔らかく、傷を付けにくいという特徴もあり、亀の子束子では棕櫚を使用したたわしを「極〆」（きわめ）の商品名で販売している。
亀の子束子の製法はそのほとんどが熟練の職人による手作業となっており、東京の本社工場で一つ一つ検品が行われ、合格したものだけが商品として出荷される。

## その他の主な商品

### たわし
白いたわし
2014年発売開始。パームまたはサイザルアサを過酸化水素水で脱色し、ドーナツ状に成型したたわし。また姉妹品として脱色していない棕櫚を使用して同じ形に成型した「棕櫚いたわし」もある。
健康たわし
1984年発売開始。体を擦るための浴用たわし。毛の硬い順に「ニシオくん」、「ナリタくん」、「タムラさん」、「サトオさん」というネーミングが付けられている。

### スポンジ
亀の子スポンジ
2015年発売開始。パッケージデザインはグラフィックデザイナーの菊地敦己が担当した。菊地は当商品のパッケージデザインで「日本パッケージデザイン大賞2017」の大賞を受賞した。シンプルな角形のポリウレタン製スポンジで、銀系無機抗菌剤を使用し抗菌性能も持たせている。
亀の子スポンジDo
2016年発売開始。亀の子スポンジの廉価版。抗菌剤は銅粉を使用している。

## 現在の代表取締役社長・西尾智浩について
2012年から当社の代表取締役社長を務めている西尾智浩は創業者・西尾正左衛門のひ孫である。当社入社前は、ロック系ギタリストとして長年活動していた。以下、西尾家の同姓の人物との混同を避けるため「智浩」と記す。
智浩は中学生の頃にKISSのライブをテレビで見て、ギター演奏を始めた。高校在学中からライブハウスに出演し、1993年に発売されたテレビゲーム「フォーセットアムール」ではBGMのギターを担当。1998年にバンド「Infuse groove」でライブデビューした。山田晃士と智浩は10代の頃からの知り合いで、「山田晃士 au Bourbier」などのユニットにギタリストとして在籍していた。また、THE WILLARDのギタリストとして在籍していた時期がある（2008年～2010年）。
智浩はバンド活動と並行してスタジオ・ミュージシャンとしても活動しており、
T.M.Revolution、清木場俊介、浜崎あゆみ、ZIGGY、高橋克典、真矢 (Luna Sea)などのサポートギタリストとして長年活動した実績を有する。
智浩は、父である松二郎の再三の誘いに応じ、2010年に取締役企画部長として当社に入社。ギタリストから実家の経営に転身した理由として、智浩は「昔ながらのやり方が通用しなくなる時代性もあり、会社としてはギリギリのとき。家族経営の負の部分も見えつつありました」と答えている。
智浩は、2012年から当社の代表取締役社長を務めている。クリエイターとしての長年のセンスを活かし、現在は社長業に加えて、亀の子束子の商品企画からブランディングまで経営全体を統括する立場にある。例えば、近代的なキッチンに溶け込むデザインの「白いたわし」は、エッセイストである石黒智子の「茶色い亀の子束子は、私ならキッチンに置きたくない」という意見がきっかけとなり、石黒と当社が共同開発したものである。
さらに、日本の長期的な社会構造の変化を見据え、直営店事業や亀の子束子以外の新商品開発にも力を入れている。当社の直営店事業について、智浩は「実店舗は音楽でいえばライブ。CDで聴くのもいいですが、目の前のお客さんと向き合う生演奏は大切です」と述べている。
智浩は当社の社長業と並行して現在もギタリストとしての活動を継続しており、和佐田達彦とのジャムセッション や、生沢佑一とのコラボ出演
などを行っている。
なお、智浩の父である松二郎も大学卒業後、ジャズバンドのメンバーとして短期間活動した後に当社に入社している。
また、偶然ではあるが智浩と同姓同名で別人の、インディーズバンドのボーカル兼ギタリスト（四国地方出身）が存在する。

## テレビ番組
- 日経スペシャル カンブリア宮殿 ロングセラーSP（2010年3月22日、テレビ東京）[28]